# Lernaeodiscus ingolfi
Lernaeodiscus ingolfi är en kräftdjursart som beskrevs av Hilbrand Boschma. Lernaeodiscus ingolfi ingår i släktet Lernaeodiscus och familjen Lernaeodiscidae. Det är osäkert om arten förekommer i Sverige. Inga underarter finns listade i Catalogue of Life.